# 2008-as Meijer Indy 300
A 2008-as Meijer Indy 300 a tizennegyedik verseny volt a 2008-as IndyCar Series szezonban. A versenyt 2008. augusztus 9-én rendezték meg az 1.48 mérföldes (2.382 km) Kentucky Speedway-en Sparta államban, Kentucky-ban. A versenyt Scott Dixon nyerte Hélio Castroneves és Marco Andretti előtt.

## Rajtfelállás
| Rajtsor | Belső ív | Belső ív        | Külső ív | Külső ív          |
| ------- | -------- | --------------- | -------- | ----------------- |
| 1       | 9        | Scott Dixon     | 4        | Vitor Meira       |
| 2       | 10       | Dan Wheldon     | 27       | Hideki Mutoh      |
| 3       | 6        | Ryan Briscoe    | 3        | Hélio Castroneves |
| 4       | 11       | Tony Kanaan     | 20       | Ed Carpenter      |
| 5       | 26       | Marco Andretti  | 2        | A. J. Foyt IV     |
| 6       | 25       | Marty Roth      | 5        | Oriol Servià      |
| 7       | 8        | Will Power      | 17       | Ryan Hunter-Reay  |
| 8       | 15       | Buddy Rice      | 67       | Sarah Fisher      |
| 9       | 14       | Darren Manning  | 23       | Milka Duno        |
| 10      | 02       | Justin Wilson   | 06       | Graham Rahal      |
| 11      | 33       | E.J. Viso       | 34       | Jaime Camara (R)  |
| 12      | 19       | Mario Moraes    | 36       | Enrique Bernoldi  |
| 13      | 18       | Bruno Junqueira | 7        | Danica Patrick    |

## Futam
| Pozíció | #  | Versenyző         | Csapat                     | Futott kör | Idő/Kiesés oka | Rajthely | Élen | Pont |
| ------- | -- | ----------------- | -------------------------- | ---------- | -------------- | -------- | ---- | ---- |
| 1.      | 9  | Scott Dixon       | Target Chip Ganassi Racing | 200        | 1:36:42.3467   | 1        | 151  | 50+3 |
| 2.      | 3  | Hélio Castroneves | Team Penske                | 200        | +0.5532        | 6        | 5    | 40   |
| 3.      | 26 | Marco Andretti    | Andretti Green Racing      | 200        | +0.5707        | 9        | 38   | 35   |
| 4.      | 4  | Vitor Meira       | Panther Racing             | 200        | +0.9102        | 2        | 5    | 32   |
| 5.      | 10 | Dan Wheldon       | Target Chip Ganassi Racing | 200        | +2.1472        | 3        | 0    | 30   |
| 6.      | 20 | Ed Carpenter      | Vision Racing              | 200        | +5.9531        | 8        | 0    | 28   |
| 7.      | 6  | Ryan Briscoe      | Team Penske                | 200        | +6.2271        | 5        | 0    | 26   |
| 8.      | 11 | Tony Kanaan       | Andretti Green Racing      | 200        | +7.0932        | 7        | 0    | 24   |
| 9.      | 17 | Ryan Hunter-Reay  | Rahal Letterman Racing     | 200        | +10.9526       | 14       | 0    | 22   |
| 10.     | 15 | Buddy Rice        | Dreyer & Reinbold Racing   | 200        | +21.6858       | 15       | 0    | 20   |
| 11.     | 7  | Danica Patrick    | Andretti Green Racing      | 199        | +1 Kör         | 26       | 1    | 19   |
| 12.     | 5  | Oriol Servià      | KV Racing Technology       | 199        | +1 Kör         | 12       | 0    | 18   |
| 13.     | 33 | E.J. Viso (R)     | HVM Racing                 | 198        | +2 Kör         | 21       | 0    | 17   |
| 14.     | 18 | Bruno Junqueira   | Dale Coyne Racing          | 198        | +2 Kör         | 25       | 0    | 16   |
| 15.     | 67 | Sarah Fisher      | Sarah Fisher Racing        | 198        | +2 Kör         | 16       | 0    | 15   |
| 16.     | 34 | Jaime Camara (R)  | Conquest Racing            | 197        | +3 Kör         | 22       | 0    | 14   |
| 17.     | 19 | Mario Moraes (R)  | Dale Coyne Racing          | 195        | +5 Kör         | 23       | 0    | 13   |
| 18.     | 27 | Hideki Mutoh (R)  | Andretti Green Racing      | 157        | Műszaki hiba   | 4        | 0    | 12   |
| 19.     | 14 | Darren Manning    | A.J. Foyt Racing           | 147        | Műszaki hiba   | 17       | 0    | 12   |
| 20.     | 2  | A.J. Foyt IV      | Vision Racing              | 136        | Műszaki hiba   | 10       | 0    | 12   |
| 21.     | 23 | Milka Duno        | Dreyer & Reinbold Racing   | 130        | Vezetői hiba   | 18       | 0    | 12   |
| 22.     | 36 | Enrique Bernoldi  | Conquest Racing            | 124        | Kiállt         | 24       | 0    | 12   |
| 23.     | 25 | Marty Roth        | Roth Racing                | 98         | Műszaki hiba   | 11       | 0    | 12   |
| 24.     | 02 | Justin Wilson (R) | Newman/Haas/Lanigan Racing | 82         | Műszaki hiba   | 19       | 0    | 12   |
| 25.     | 06 | Graham Rahal (R)  | Newman/Haas/Lanigan Racing | 28         | Műszaki hiba   | 20       | 0    | 10   |
| 26.     | 8  | Will Power (R)    | KV Racing Technology       | 5          | Műszaki hiba   | 13       | 0    | 10   |